# 크리스티나 숄린
크리스티나 숄린(Christina Schollin, 1937년 12월 26일 ~ )은 스웨덴의 배우이다. 제3회 굴드바게상 여우주연상 수상자이다.

## 출연 작품
- 화니와 알렉산더 (1982)
- 송 오브 노르웨이 (1970)